# Acamptopoeum argentinum
Acamptopoeum argentinum är en biart som först beskrevs av Heinrich Friese 1906.  Acamptopoeum argentinum ingår i släktet Acamptopoeum och familjen grävbin. Inga underarter finns listade i Catalogue of Life.